# Mark Rylance
Sir David Mark Rylance Waters (født 18. januar 1960) er en engelsk skuespiller og dramatiker. Som skuespiller har Rylance haft succes både på scenen og i film. For sit arbejde på teatret, har han fået tildelt Tony Awards og BAFTA Awards. Hans arbejde omfatter film som Prospero's Books, Intimacy og Institute Benjamenta. I 2015 spillede han hovedrollen Thomas Cromwell i BBC-miniserien Wolf Hall, som var baseret på Hilary Mantel roman af samme navn. Til rollen som Rudolf Abel i Steven Spielbergs Spionernes bro (2015) udstedt Rylance med Oscar for bedste mandlige birolle og BAFTA Award for bedste mandlige birolle.
Rylance var den første kunstneriske direktør for Globe Theatre i London fra 1995 til 2005.

## Filmografi
- Dunkirk (2017)
- Ready Player One (2018)